# モヒの戦い
モヒの戦い（モヒのたたかい モンゴル語: Мохигийн тулалдаан; ハンガリー語: Muhi csata）、もしくはシャイオ河畔の戦い（シャイオかはんのたたかい スロバキア語: Bitka pri rieke Slaná）は、1241年4月11日に、モンゴル帝国のジュチ家の当主バトゥ率いるモンゴル帝国軍とハンガリー王ベーラ4世率いるハンガリー軍達との間にモヒで行われた戦闘。シャイオ川（ハンガリー語: Sajó）で行なわれたことから、「シャイオ川の戦い」とも呼ばれる。

## 前史
1236年に始まったいわゆる「バトゥの西征」(モンゴル帝国の東欧侵攻とも呼ぶ)において、モンゴル軍はまずヴォルガ・ブルガールに侵攻（1236年）した。同年、グルジア・アルメニアに侵攻し、翌1237年にはチェチェンに侵攻（Dzurdzuketia）した。次いでクマン諸族とルーシ諸国をルーシ侵攻（1237年 - 1240年）で征服した。
ポーランド侵攻（1240年後半 - 1241年）では、トゥルスクの戦い（2月13日）に勝利すると、モンゴル軍はサンドミェシュで部隊をふたつに別け、バイダル率いる支隊にポーランド侵攻を任せ、バトゥの本隊はハンガリーへ向かった。ポーランドに残されたバイダル率いる支隊はフミェルニクの戦い（3月18日）に勝利したが、シロンスク公ヘンリク2世はボヘミア（現チェコ西部）からヴァーツラフ1世の率いる援軍がレグニツァへ到着するのを待っていた。一方、バトゥのモンゴル軍本隊は、カルパチア山脈のベレッケ峠を守るハンガリー軍を駆逐し、パンノニア平原に入った。知らせを聞いたハンガリー王ベーラ4世は、シロンスク公ヘンリク2世が北方のレグニツァでモンゴル軍の支隊を引き付ける間に、モンゴル軍本隊を叩くことを決意して十万の大軍を招集し出撃した。

## 戦闘の経過
ハンガリーに侵入したモンゴル軍本隊は、バトゥ率いる部隊とスブタイ率いる部隊に分かれており、バトゥ軍はドナウ河まで進んだ頃ハンガリー軍と遭遇した。数に大きく劣るバトゥの部隊は撤退を始め、これを追ってハンガリー軍はシャイオ川とヘルナッド川の合流地点近くのモヒ平原に入った。一方、スブタイ率いる部隊はバトゥの部隊とそれほど離れていなかったが、ハンガリー軍を包囲するためバトゥが使った石橋以外のシャイオ川の渡河地点を探して南方に進んだ。
ベーラ4世はモヒ平原に到着すると、素早くモンゴル軍の前衛部隊を撃破し、シャイオ川の石橋を奪い東岸に橋頭堡を得た。そこでベーラ4世は西岸に主力部隊とともに強固な防御円陣を築き野営した。ハンガリー軍は正面のバトゥ率いるモンゴル軍が自軍より数ではるかに劣るのに安心していたが、バトゥは翌朝7台の投石機（回回砲、トレビュシェット）を前線に投入し、シャイオ川東岸のハンガリー軍の橋頭堡に石弾と矢弾の集中攻撃を行った。「耳を裂くばかりの爆音と閃光」をともなって行われたこの射撃と連携して、モンゴル軍は騎馬隊を突撃させたためハンガリー軍は後退を始め、バトゥは石橋を再び奪取した。石橋を得たモンゴル軍は続々とシャイオ川を渡り進撃したが、数に勝るベーラ4世はモンゴル軍をシャイオ川に追い詰めようと主力を投入し、激戦が行われた。
ハンガリー軍の騎馬隊は何度も突撃を繰り返したが、そのたびにモンゴル軍は投石機と弓矢でハンガリー軍を撃退した。この時ようやくスブタイ率いる別働隊が戦場に到着し、ハンガリー軍を完全に包囲した。大軍を動かすにはモヒ平原は狭すぎ、身動きの取れなくなったハンガリー軍はモンゴル軍からあびせられる大量の石弾と矢弾によって壊滅的打撃を受けた。しばらくしてスブタイは西方のみ包囲を解き、意図的にハンガリー軍のための逃げ口を作った。ハンガリー軍のうち少数は武器や防具を放棄して包囲を脱したが、馬を乗り換えたモンゴル軍の軽騎兵に追いつかれ、ほとんどが討ち取られた。

## 結果
ベーラ4世は辛うじてモンゴル軍の追撃を逃れ、ダルマチア沖の孤島に避難したものの、この戦闘でハンガリー軍はほとんど壊滅し、ハンガリー全域はモンゴルの占領下に入った。
一方、バイダル率いる支隊はボヘミア軍との衝突を避け、4月9日にレグニツァでヘンリク2世率いるポーランド・ドイツ連合軍と激突した。レグニツァの戦いにおいて、モンゴル軍は容赦なくドイツ・ポーランド連合軍を殺戮し、ヘンリク2世は戦死した。バイダル率いるモンゴル軍はヴロツワフを破壊するとハンガリー領モラヴィア（現チェコ東部）に移り、1241年にオロモウツでオロモウツの戦いを行なった。
そこで西進中のバトゥ率いる本隊を待って合流し、次の目的地ウィーンを目指した。しかし翌年の1242年にカアン・オゴデイの死による遠征軍の帰還命令を受けるとバトゥはやむなくハンガリーを放棄し、モンゴル軍はハンガリーから撤退した。